# Bắc Sơn, Sầm Sơn
Bắc Sơn là một phường thuộc thành phố Sầm Sơn, tỉnh Thanh Hóa, Việt Nam.

## Địa lý
Phường Bắc Sơn có vị trí địa lý:
- Phía đông giáp vịnh Bắc Bộ
- Phía tây giáp phường Quảng Châu và phường Trường Sơn
- Phía nam giáp phường Trường Sơn
- Phía bắc giáp phường Trung Sơn.

## Lịch sử
Vùng đất thuộc phường Bắc Sơn ngày nay, vào đầu thế kỉ 19 thuộc tổng Giặc Thượng, huyện Quảng Xương, phủ Tĩnh Gia, nội trấn Thanh Hóa. Năm Minh Mạng thứ 2 (1821), tổng Giặc Thượng đổi thành tổng Kính Thượng, sau đổi thành tổng Cung Thượng, huyện Quảng Xương, phủ Tĩnh Gia, tỉnh Thanh Hóa.
Đến trước Cách mạng tháng Tám (1945), là một phần đất của làng Giữa (thôn Lương Trung) và làng Núi (Sầm Thôn), xã Lương Niệm, tổng Cung Thượng. Từ tháng 6 năm 1946 đến tháng 11 năm 1947 là một phần đất của làng Giữa và làng Núi, xã Sầm Sơn, huyện Quảng Xương.
Từ tháng 11 năm 1947, các xã Sầm Sơn và Bắc Sơn sáp nhập thành xã Quảng Tiến, huyện Quảng Xương. Tháng 6 năm 1954, xã Quảng Tiến được chia thành các xã Quảng Tiến (mới), Quảng Sơn, Quảng Tường và Quảng Cư, địa giới phường Bắc Sơn lúc này thuộc xã Quảng Sơn.
Năm 1963, xã Quảng Sơn chuyển từ huyện Quảng Xương về thị trấn Sầm Sơn mới thành lập (thị trấn Sầm Sơn trực thuộc tỉnh Thanh Hóa).
Năm 1981, thị trấn Sầm Sơn được nâng cấp lên thị xã.
Năm 1983, phường Bắc Sơn được thành lập, gồm các thôn: Long, Khánh, Hợp Thành, Minh Hải, Đông, Lập của làng Giữa và các thôn: Hòa, Bình của làng Núi.

## Văn hóa
- Phường Bắc Sơn có các bãi tắm B và C, dài gần 3 km.
- Chùa Khải Minh thuộc thôn Bình,[11] là Trung tâm Phật giáo của thành phố Sầm Sơn.[2]
- Chùa Lương Trung thuộc thôn Long.[11]
- Đền Sòng Sơn - nơi thờ thánh mẫu Liễu Hạnh.